# Флорес (море)
Флорес (на английски: Flores Sea) е междуостровно море на Тихия океан, разположено в южната част на Малайския архипелаг, на територията на Индонезия. Според Международната хидрографска организация границите му са следните: На север мие най-южните брегове на остров Сулавеси, а на юг северните брегове на островите Сумбава, Комодо, Ринджа и Флорес, като чрез протока Сапе и др. се свързва с Индийския океан. На изток границата с море Банда (море) преминава от най-северния нос на остров Флорес, през островите Калаотоа и Кабия до остров Сулавеси, а на запад границата с море Бали (море) – от най-северния нос на остров Сумбава през островите Сабалана до най-югозападния нос на остров Сулавеси.
Дължина от запад на изток 560 km, ширина до 320 km, площ 115 хил.km2, обем 175 хил.km3. Средна дълбочина 1522 m, максимална 5234 m. Температурата на водата на повърхността през август и септември е 26 °C, през ноември 28,8 °C. Соленост 32,0 – 34,6‰. Температура на придънните води 3,5 °C, соленост 34,6‰. Повърхностните течения са с южно и западно направление. Дънните наслаги са предимно от вулканична или глобигелинова тиня. Приливите са неправилни полуденонощни с височина до 2,3 m. В южната му част, в близост до брега на остров Сумбава е разположен остров Сангеанг с един от най-активните вулкани на Земята – Апи (1949 m).